# Joseph Feßler

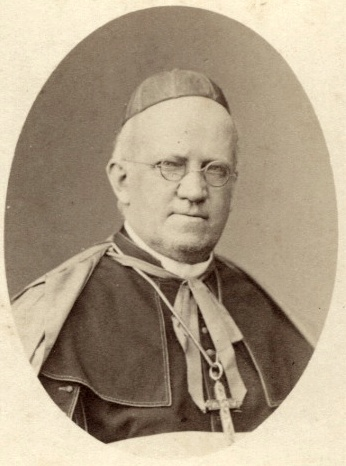
Bischof Joseph Fessler (Foto aus einer Bildsammlung der Konzilsväter 1870)

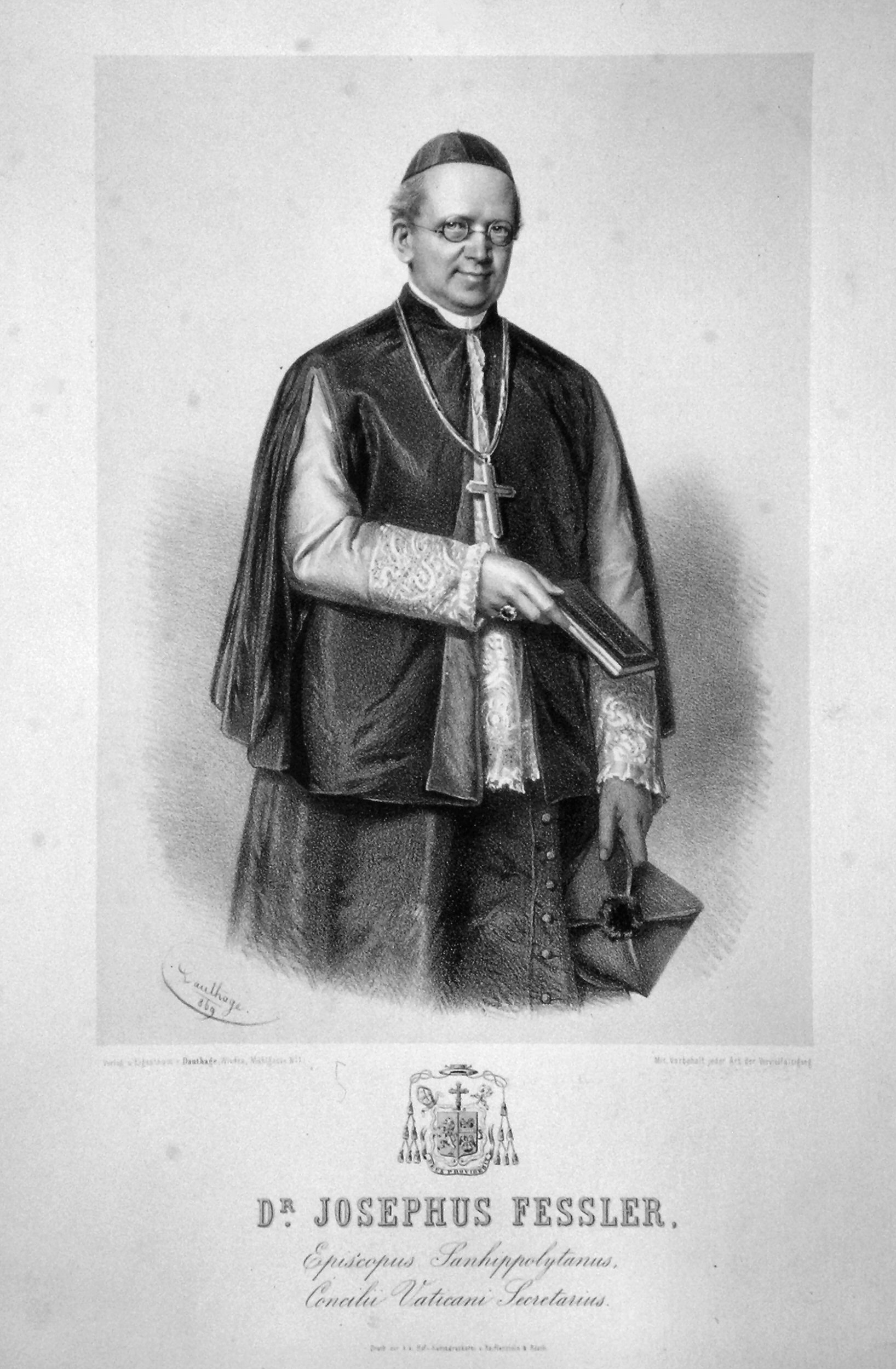
Bischof Joseph Feßler, Lithographie von Adolf Dauthage, 1869

Joseph Feßler (* 2. Dezember 1813 in Lochau, Vorarlberg; † 25. April 1872 in St. Pölten) war römisch-katholischer Theologe und Bischof von St. Pölten und 1869/70 Sekretär des 1. Vatikanischen Konzils.

## Leben
Joseph Feßler machte seine Studien in Feldkirch, Innsbruck, Brixen und am Pazmaneum in Wien, wurde 1841 Dozent der Kirchengeschichte und des Kirchenrechts in Brixen, später ordentlicher Professor in diesen Fächern.
Vom 19. Mai bis zum 2. Oktober 1848 vertrat er den 1. Vorarlberger Wahlkreis in Bregenz als Abgeordneter in der Frankfurter Nationalversammlung.
1852 wurde er als Professor der Kirchengeschichte nach Wien berufen, 1856 wurde er Professor für Kirchenrecht. Er erhielt hier den Auftrag, die Vorarbeiten zum Konkordat zu machen, das 1855 unterzeichnet wurde. Auf die gegen das Konkordat gerichteten Angriffe antwortete er in Streitschriften und Kommentaren zu einzelnen Partien desselben, besonders ausführlich zum Eherecht.
1862 wurde er zum Weihbischof und Generalvikar von Vorarlberg ernannt. 1864 war er Unterhändler der österreichischen Regierung in Rom, um Änderungen des Konkordats auszuhandeln. 1865 wurde er zum Bischof von St. Pölten ernannt. Beim vatikanischen Konzil 1870 fungierte er als Generalsekretär und verteidigte es später in der gegen Professor Johann Friedrich von Schulte gerichteten Schrift Die wahre und die falsche Unfehlbarkeit der Päpste (Wien 1871).
Er war Titularbischof von Nyssa.

## Werke
- Institutiones patrologicae. Innsbruck 1850–52, 2 Bde.
- Sammlung vermischter Schriften. Freiburg 1869